# SHK Drtiči Hodonín
SHK Drtiči Hodonín (celým názvem: Sportovní hokejový klub Drtiči Hodonín) byl český klub ledního hokeje, který sídlil ve městě Hodonín v Jihomoravském kraji. Založen byl v roce 2001. Od roku 2004 do 2022 působil v 2. české hokejové lize, třetí české nejvyšší soutěži ledního hokeje. Klubové barvy byly modrá a oranžová.
V klubu SHK není obsažen žádný oddíl z hodonínské mládeže, ta totiž působí od obnovení ledního hokeje v Hodoníně jako samostatný subjekt pod názvem SHKM Hodonín (Sportovní hokejový klub mládeže).
Své domácí zápasy odehrával na zimním stadionu Václava Nedomanského s kapacitou 3 500 diváků.
12. května 2022 byla prodána druholigová licence do Vyškova, následně klubová předsedkyně Jana Gajošová oznámila zánik mužstva. 

## Historie
V roce 2001 byl založen nový tým SHK ze zkušených odchovanců i mladíků, kteří našli azyl v Břeclavi, a po sbírce občanů otevřen zrekonstruovaný zimní stadion. Hodonínští hokejisté začínali v krajském přeboru, v roce 2004 postoupili do druhé ligy, skupina Východ (třetí nejvyšší soutěž v ČR), kde dosáhli roku 2007 druhého místa – o postup do první ligy přišli až ve finálové sérii s HC Šumperk.
Po odchodu klíčových hráčů tým skončil v roce 2008 v semifinále play-off 2. české hokejové ligy, vypadl s Technikou Brno. O rok později si Drtiči z Hodonína vylámali zuby na znovu narozeném Vsetínu. V sezóně 2009/2010 se nabitý kádr Drtičů probojoval až do finále, kde podlehl Valašskému Meziříčí. Mezi hlavní tahouny mužstva v této sezóně se zařadili hlavně Ľubomír Vaškovič, Tomáš Vrba, Zdeněk Jurásek a Martin Hollý.

#### Sezóna 2010/2011
Nabité mužstvo Hodonína mělo velké ambice na postup do 1. ligy, ale bohužel tým nehrál, jak měl a dlouho podléhal i značně slabším týmům. Situace se zlepšila s příchodem šumperského odchovance, brankáře Marka Peksy. Hodonín začal vyhrávat a nakonec si vybojoval sedmé místo do play-off. Tam podlehl týmu Orlové 3:1 na zápasy (1:5, 8:3, 2:5) a tak sezóna Hodonína skončila. Hlavním tahounem mužstva a zároveň nejproduktivnějším hráčem 2. ligy byl Zdeněk Jurásek.

#### Sezóna 2011/2012
Ještě před začátkem přípravných zápasů bylo oznámeno, že se i přes nepřízeň několika klubů ze skupiny Východ, "Drtiči" přesunou do skupiny Střed. Hodonín se tak potkal např. s Jindřichovým Hradcem, Pelhřimovem, Nymburkem atd. Naštěstí SHK zůstaly ještě oblíbené "derby zápasy" s Technikou Brno a Lvi Břeclav, kteří se také přesunuli do této druholigové skupiny.
Začátek sezóny "Drtičům" nevyšel podle představ. Kvůli finančním problémům odešlo cca 3/4 hráčů. Do Hodonína přišel slovenský veterán Vladimír Vlk. Ten ale SHK moc nepomohl a klub s ním za 3 týdny ukončil smlouvu. Problém byla také špatná forma brankáře Peksy. Finance se projevily i mezi trenéry, mezi fanoušky oblíbení trenéři Svatopluk Číhal a Arnošt Šifl, zřejmě kvůli změně platů, opustili tým. Trenérem Hodonína se stal Libor Žilka, kterému se podařilo Hodonín "probudit".
Marek Peksa chytl loňskou formu a sbíral jeden "shut-out" za druhým. Zdeněk Jurásek dál bezkonkurenčně držel příčku nejlepšího nejlepšího hráče 2. ligy. Ke konci sezóny se projevila slabost celého týmu, který prohrál několik zápasů, ale nakonec, zásluhou nových posil jako Jiří Goiš, Tomáš Vodák, Jan Podešva nebo brankář Petr Zavadil, se opět tým SHK vrátil do formy. Navíc vedení Hodonína překvapilo fanoušky, po několika odchodech dlouholetých hráčů jako Michal Hoza, velmi "zvláštními" posilami. Kromě některých českých hráčů, Jan Matějka, Martin Štěpán a Martin Buček, přišly i zahraniční posily, pro 2. ligu, kromě Slovenských hráčů, netypické. Švéd Johannes Harnesk, Fin Heikki Pusa a Kanaďané Kyle Heffernan a Kaleb Chillman.
Nejproduktivnějším hráčem 2. ligy byl už podruhé za sebou Zdeněk Jurásek. Hodonín poslal brankáře Marka Peksu samotného trénovat do Šumperku, stále byl ovšem hráčem SHK, a do play-off vstoupil s brankářem Petrem Zavadilem, navíc Zdeněk Jurásek dostal disciplinární trest za faul na rozhodčího a mohl hrát pouze v baráži. Petr Peš se údajně nevešel do sestavy play-off, 3. nejlepší hráč základní části.
V 1. kole play-off dostali hodonínští jako soupeře nedalekou Břeclav. Přes urputnou obranu Břeclavi se těžko dostávalo, ale nakonec přece jen Drtiči Břeclav udolali 3:1. Dalším soupeřem Baníku byl Jindřichův Hradec, který postoupil přes Nymburk. Hodonínu tahle série vyhovovala. Vajgar hrál aktivně a ofenzivně, Břeclav se snažila spíše bránit a vsázela na brejky. Tuhle sérii Drtiči vyhráli stejným výsledkem jako s Břeclaví 3:1. A tak se Hodonín dostal do finále. Jejich soupeřem se stal další moravský tým – Technika Brno, která prošla nejdříve přes Žďár nad Sázavou a poté vyhrála i nad Trutnovem. Zápasy si získaly, očekávanou, velkou fanouškovskou podporu. Zápasy byly hodně vyrovnané a hrálo se na ostří nože, jak je u derby běžné. Drtiči nakonec do třetice zvítězili 3:1 a zajistili si tak postup do baráže o 1. ligu.
Hlavními tahouny v play-off bylo, hlavně v oslabení, duo Jakub Sajdl – Martin Špok. Marek Peksa poté na vlastní žádost ukončil své působení v dresu SHK. To už ale začala baráž a Hodonín navíc nedostal od svazu výjimku na sestavu. Pravidlo, že hráči hrající baráž musí mít minimálně 50 % zápasů za stejný tým. Žádost na udělení výjimky se týkala pětice hráčů – Martina Bučka, Jana Podešvy, Petra Zavadila, Jiřího Goiše a Martina Štěpána. Hodonín měl tedy velký problém. Nakonec povolal zpátky Petra Peše a zapojil do týmu i juniory, Charvát, Tomi, Vrba atd...
První zápas na ledě Mostu prohrál Hodonín po bojovném výkonu 4:2. Druhý zápas proti Havířovu zvládl Hodonín na výbornou a vyhrál 3:2 po nájezdech. Třetí zápas na ledě Klášterce dopadl pro Hodonín taky vítězně a nakonec po ze začátku mizerném výkonu, prohrával už 6:2, zdolal Klášterec 8:7 také po nájezdech (Zdeněk Jurásek 3+3, Branislav Rehuš 3+2). Hodonínští byli na dohled 1. lize, ale kvůli kontumaci s Havířovem, David Skočovský – měl o 3 zápasy méně než dovolují pravidla, tedy nepostoupili. Nakonec tedy "Drtiči" po bojovném výkonu skončili na skvělém 4. místě a sezóna pro ně skončila až posledním možným zápasem. Nejproduktivnějším hráčem baráže byl Zdeněk Jurásek.

#### Sezóna 2012/2013
Sezona 2012/2013 přinesla pro SHK hromadou změn. Odešlo asi 70% kádru z minulé sezony. Mezi největší ztráty patřily odchody Zdeňka Juráska (Německo), Branislava Rehuše (Herning Blue Fox) a Martina Hlavačky (Německo). Drtiči tedy začali skládat tým znovu. Pomohlo to, že torzo týmu – Sajdl, Špok, Pokorný, Miklík, Svoboda, Skočovský, Fiedler zůstalo. Tým Hodonína se díky hráčům jako Pavel Kříž a Vladimír Stejskal, dostal na 1. místo tabulky. Mezi brankáři se usadili na trvalo dva, Filip Barus v minulé sezoně 3. brankář Břeclavi, a Petr Zavadil. Konalo se i několik týmových návratů, když po delší době oblékl dres Drtičů obránce Radim Šťastný a útočník Zdeněk Kučera.
Petru Pešovi se sice bez Zdeňka Juráska docela dařilo, ale ten se mu nakonec stejně vrátil. Angažmá v Německu bylo pro hvězdu "Drtičů" nevyhovující a tak se oblíbený "Šeďa" znovu objevil v týmu "Oranjes". Vytvořil se 2. produktivní útok Drtičů, Peš – Stejskal – Jurásek. Premiéru si odbyl v zápase s Břeclaví (Jurásek 2+1, Peš 0+3, Stejskal 0+1), ale i přesto, že se Juráskovi tento zápas tak vydařil, náladu kazila událost, která se stala. Nevybíravé a přímo zákeřné zákrok Břeclavi kazily hru. Již v přípravném utkání vyhrávali SHK 3:2, ale utkání nebylo dohráno kvůli agresivitě Břeclavi. Tentokráte to bylo mnohem horší. Kapitán juniorky Matěj Charvát byl zasažen loktem do hlavy od hráče Břeclavi Peslara, za rozhodnutého stavu 6:3 pro Hodonín, a zapadl mu jazyk. Díky včasnému zásahu spoluhráčů a doktorů byl Matěj zachráněn a hospitalizován v nemocnici Tomáše Garrigua Masaryka. Trest pro Peslara od disciplinární komise byl určen na 5 zápasů. Za 2 týdny již Matěj skóroval za juniory.
Drtiči se po 11. zápasech drželi na špičce tabulky s 27 body. Hodonín suverénně vedl skupinu Střed hlavně díky, již zmiňovanému 2. útoku, jehož tahounem byl, nejproduktivnější hráč 2. ligy – Vladimír Stejskal. Ambice byly vysoké. Po nabídce z 1. ligy opustil tým trenér Jiří Rech. Již v dalším zápase s Moravskými Budějovicemi jej nahradil Miroslav Barus, který se po skončení angažmá v Břeclavi rozhodl ukončit aktivní kariéru. Pod trenérem Barusem hráči velmi tvrdě trénovali a v některých zápasech se u nich projevovala menší únava, ale brzy si na tento jiný režim zvykli a hráli ještě lépe.
SHK vstoupilo po suverénní jízdě základní částí do Play-off z prvního místa a zde narazilo na 8. klub celkové tabulky – Moravské Budějovice. Drtičům přišlo i několik posil. Na trenérský post přišel bývalý legendární brankář – Roman Čechmánek. Mezi hráči se pak objevil mostecký útočník, Bohumil Slavíček a obránce liberecké juniorky, Tomáš Procházka. Pro Drtiče tohle měla být jasná série, ale Budějovice posílené o 5 hráčů prvoligové Jihlavy, se jen tak nedaly. V prvním zápase vedly Žihadla po 5 minutách již 2:0. Oranjes ale zápas zvládli, když díky skvělému výkonu Zdeňka Juráska nejprve vyrovnali a ten samý hráč poté perfektní střelou pod víko rozhodl nájezdy a Drtiči se chopili vedení v sérii 1:0 (konec zápasu – 4:3). Další zápas, tentokrát na ledě Moravských Budějovic probíhal v podstatě stejně, jen s rozdílem, že vyrovnávaly Budějovice a to na 2:2. Nájezdovou loterii rozhodl opět stejným způsobem hodonínský kouzelník Zdeněk Jurásek. Série se tak za stavu 2:0 pro Hodonín stěhovala na Slovácko, kde si Drtiči vítězství utéct nenechali a přejeli Žihadla 11:0.
Soupeřem pro semifinále byl Drtičům určen Kolín. Kozlové hráli útočný a agresivní hokej, což nakonec i určilo průběh série. Po 2 brankách Martina Špoka, Matěje Charváta a následně ve 48. minutě rozhodujícího Zdeňka Juráska, vydřeli Oranjes výhru 5:4. Zápas na ledě Kolína získali Drtiči až v posledních 10 minutách díky brankám Sajdla a Slavíčka 3:1, Petr Peš pečetil výhru střelou do prázdné brány. SHK chtělo rozhodnout v následujícím domácím zápasu, ale Kolín zabral a zaslouženě odjížděl domů s výhrou 4:3. Zápas na ledě Kolína byl neuvěřitelný. Po brance Sajdla vedl Hodonín ve 20. minutě 1:0. 4 minuty poté vyrovnával kolínský Herwig. Dlouho se hrál hokej nahoru–dolů. Vyrovnaný stav však rozsekl po přihrávce Šťastného, Petr Peš. V 51. minutě Kolín opět vyrovnával díky Šafránkovu gólu. Za 6 minut se Kolín dostal do vedení po střele Semiráda. Kolínští fandové již slavili vyrovnání série, když 1 minutu před koncem Kolín stále vedl. To by však Hodonín ve svých řadách nesměl mít mosteckého šikulu – Bohumila Slavíčka, který půl minuty před koncem vyrovnal na 3:3. Vypadalo to, že se zápas bude již dohrávat do prodloužení, jenže zaúřadoval Vladimír Stejskal, který po perfektní přihrávce Šťastného a následujícím backhandovém blafáku sklonil jednu sekundu před koncem misky vah na stranu SHK.
Finále bylo jasné. Stejně jako rok předtím se ve finále potkali hodonínští Drtiči a brněnská Technika. V této sérii rozhodně neplatilo pravidlo "Můj dům, můj hrad", když všechny 4 zápasy vyhrál vždy hostující tým (3:4sn, 3:6, 1:4, 0:3). Natěšení fanoušci Drtičů, 2600 – rekordní návštěva skupiny Střed, očekávali postup do baráže, ale proti byl perfektně chytající brněnský brankář Novák. Zápas za stavu 0:0 dospěl do prodloužení. Již to vypadalo na nájezdy, ale v půlce prodloužení šli na bránu Zavadila Odehnal s Benýškem, kteří přelstili obranu Hodonína a druhý jmenovaný poslal střelou pod vyrážečku Techniku do baráže o 1. ligu. Play-off tak neskončilo pro Drtiče vysněným postupem a sezóna 2013/2014 pro ně bude opět druholigová. Nejproduktivnějším hráčem SHK ve vyřazovacích bojích byl Martin Špok.

#### Sezóna 2013/2014
Ještě před začátkem sezóny byl schválen nový hrací systém 2. ligy, když byla zrušena skupina Střed a zůstaly jen skupiny A a B. Pro větší přehled – Západ, Východ. Bylo tedy jasné, že týmy, které před 2 lety opustily skupinu Východ – Drtiči, Břeclav a Technika, se do ní opět navrátí, což bylo kvitováno fanoušky téměř všech klubů.
SHK začala neoblíbená letní příprava a začalo se zjišťovat, jakou podobu bude mít soupiska pro příští sezónu. Jasné informace byly, že Jakub Sajdl a Vladimír Stejskal již za Hodonín nastupovat nebudou, protože si našli jiné angažmá. Bylo potvrzeno, že 1. brankář Filip Barus by měl na soupisce Drtičů figurovat i letos. Otazník visel u 2. brankáře Petra Zavadila a několika dalších hráčů. Pod trenérem Barusem zažili Oranjes velmi tvrdou přípravu, takže rádi jeli na soustředění do chorvatského Rabacu. Potěšující zprávou bylo, že zůstala aspoň část opor z minulé sezóny – Petr Peš, Zdeněk Jurásek, Martin Špok, Petr Pokorný, Zdeněk Kučera, David Skočovský, Matěj Charvát. Jak bylo ale řečeno, u mnoha hráčů stále visel otazník. Po letní přípravě z osobních důvodů skončil trenér Barus a na jeho místo nastoupil, do té doby prozatímní asistent, Svatopluk Kosík. První polovina základní části byla pro hodonínské podařená, když se drželi na pozicích zajišťujících zahajování play-off na domácím stadionu. Druhá polovina pak byla téměř "noční můrou" a Drtiči tedy skončili až na 7. místě. V prvním kole play-off narazil tým SHK na překvapení z Poruby. Tato série vyzněla pro ostravské naprosto jednoznačně, stavem 3:1 (2:1, 1:4, 5:2, 5:4). Sezóna návratu do východní skupiny se tedy nevyvedla podle představ.

## Historické názvy
Zdroj: 
- 2001 – SHK Hodonín (Sportovní hokejový klub Hodonín)
- 2018 – SHK iClinic Hodonín (Sportovní hokejový klub iClinic Hodonín)[5]
- 2019 – SHK Drtiči Hodonín (Sportovní hokejový klub Drtiči Hodonín)[6]

## Přehled ligové účasti
Stručný přehled
Zdroj: 
- 2001–2002: Jihomoravský krajský přebor II. třídy (5. ligová úroveň v České republice)
- 2002–2004: Jihomoravský krajský přebor (4. ligová úroveň v České republice)
- 2004–2011: 2. liga – sk. Východ (3. ligová úroveň v České republice)
- 2011–2013: 2. liga – sk. Střed (3. ligová úroveň v České republice)
- 2013–2022: 2. liga – sk. Východ (3. ligová úroveň v České republice)

Jednotlivé ročníky
Zdroj: 
Legenda: ZČ - základní část, červené podbarvení - sestup, zelené podbarvení - postup, fialové podbarvení - reorganizace, změna skupiny či soutěže
| Česko (2001 – ) |                                       |           |          |                                                             |                              |
| Sezóny          | Soutěž                                | Úroveň    | ZČ       | Play-off, nadstavba, sk. o udržení...                       | Poznámky                     |
| 2001/02         | Jihomoravský krajský přebor II. třídy | 5. úroveň | 2. místo | Finále                                                      | Rozšíření soutěže            |
| 2002/03         | Jihomoravský krajský přebor           | 4. úroveň | 3. místo | Semifinále                                                  |                              |
| 2003/04         | Jihomoravský krajský přebor           | 4. úroveň | 2. místo | Finále                                                      | Koupě licence od Ytongu Brno |
| 2004/05         | 2. liga – sk. Východ                  | 3. úroveň | 7. místo | Čtvrtfinále (prohra 0:3 na zápasy s HC Blansko)             |                              |
| 2005/06         | 2. liga – sk. Východ                  | 3. úroveň | 9. místo | Ne                                                          | sk. o udr.                   |
| 2006/07         | 2. liga – sk. Východ                  | 3. úroveň | 3. místo | Finále (prohra 1:3 na zápasy s HC Šumperk)                  |                              |
| 2007/08         | 2. liga – sk. Východ                  | 3. úroveň | 1. místo | Semifinále (prohra 0:3 na zápasy s HC Technika Brno)        |                              |
| 2008/09         | 2. liga – sk. Východ                  | 3. úroveň | 3. místo | Čtvrtfinále (prohra 1:2 na zápasy s Valašský hokejový klub) |                              |
| 2009/10         | 2. liga – sk. Východ                  | 3. úroveň | 2. místo | Finále (prohra 0:3 na zápasy s HC Bobři Valašské Meziříčí)  |                              |
| 2010/11         | 2. liga – sk. Východ                  | 3. úroveň | 8. místo | Čtvrtfinále (prohra 1:2 na zápasy s HC Plus Oil Orlová)     | Změna skupiny                |
| 2011/12         | 2. liga – sk. Střed                   | 3. úroveň | 1. místo | Finále (výhra 3:1 na zápasy s VSK Technika Brno)            | Baráž                        |
| 2012/13         | 2. liga – sk. Střed                   | 3. úroveň | 1. místo | Finále (prohra 2:3 na zápasy s VSK Technika Brno)           | Změna skupiny                |
| 2013/14         | 2. liga – sk. Východ                  | 3. úroveň | 7. místo | Čtvrtfinále (prohra 1:3 na zápasy s HC RT Torax Poruba)     |                              |
| 2014/15         | 2. liga – sk. Východ                  | 3. úroveň | 7. místo | Čtvrtfinále (prohra 0:3 na zápasy s HC RT Torax Poruba)     |                              |
| 2015/16         | 2. liga – sk. Východ                  | 3. úroveň | 5. místo | Čtvrtfinále (prohra 2:3 na zápasy s HC RT Torax Poruba)     |                              |
| 2016/17         | 2. liga – sk. Východ                  | 3. úroveň | 4. místo | Semifinále (prohra 1:3 na zápasy s VHK ROBE Vsetín)         |                              |
| 2017/18         | 2. liga – sk. Východ                  | 3. úroveň | 2. místo | Semifinále (prohra 2:3 na zápasy s Draci Šumperk)           |                              |
| 2018/19         | 2. liga – sk. Východ                  | 3. úroveň | 2. místo | Osmifinále (prohra 2:3 na zápasy s HC Moravské Budějovice)  |                              |
| 2019/20         | 2. liga – sk. Východ                  | 3. úroveň | 4. místo | Ne                                                          | Nedohráno                    |
| 2020/21         | 2. liga – sk. Východ                  | 3. úroveň | neurčeno | Ne                                                          | Zrušeno                      |
| 2021/22         | 2. liga – sk. Východ                  | 3. úroveň | 8. místo | Play-down (1. místo)                                        | Prodej licence a zánik       |

## Slavní odchovanci
- Ondřej Šmach
- Stanislav Balán
- Petr Obdržálek
- Michal Kempný